# Juan Barbas
Juan Barbas (23 de agosto de 1959) é um ex-futebolista argentino que competiu na Copa do Mundo FIFA de 1982.